# Robert Allen (general)
Robert Allen, ameriški general, * 15. marec 1811, † 5. avgust 1886.